# Emma Wieser
Emma Wieser (23 ottobre 2003) è una sciatrice alpina tedesca.

## Biografia
Specialista delle prove tecniche originaria di Racines, in Italia, e attiva dal novembre del 2019, Emma Wieser ha esordito in Coppa Europa il 12 dicembre 2020 in Valle Aurina in slalom speciale, senza completare la prova; non ha debuttato in Coppa del Mondo e non ha preso parte a rassegne olimpiche o iridate.

## Palmarès

### Campionati tedeschi
- 1 medaglia:
  - 1 oro (slalom speciale nel 2025)